# クラカマス川
クラカマス川（クラカマスがわ、英語: Clackamas River）はアメリカ合衆国オレゴン州の北西部を流れるウィラメット川の支流で、延長は約134キロメートル (83 mi) におよぶ。
流域面積はおよそ2,435平方キロメートル (940 sq mi)で、上流域の大半が森林や急峻な山岳地帯であり、下流部は農地や市街地が広がる。川の源頭はマリオン郡東部にあり、セーレムの東南東約89キロメートル (55 mi) で、ジェファーソン山の北約16キロメートル (10 mi)で、マウント・フッド国有林内に位置するオラリー・ビュートの山麓に当たり、その標高は1,496メートル (4,909 ft) である。源頭からまず北へ流れ出すクラカマス川は、続いて山中を北西へ流下しノース・フォーク貯水池やエスタカーダを通り過ぎていく。ポートランドの南東に広がる丘陵部から流れ出た後、オレゴン・シティとグラッドストーンの境界を成しながらウィラメット川に合流する。
クラカマス川は、ポートランド都市圏にとって電力と飲用水の供給源であり、ギンザケや春季や秋季においてはキングサーモン、夏季や冬季にはニジマスの遡上を支えている。川沿いに広がる原生林や野鳥の生息地、健全な魚類の遡上といった自然に加え、釣りや急流でのラフティングといったレクリエーション活動の舞台としても優れていることから、その延長の半分強が国定野生景勝河川に指定されている。この豊かな河川環境に支えられ、1万年以上前からアメリカ先住民が流域に定住していた。
川の水質管理は、1905年のカザデロ・ダムの完成を嚆矢として開始された。
1912年にはリバー・ミル・ダムが建設され、木材や砂利の堰き止めが始まった。
後に、ノース・フォーク・ダムやオーク・グローブ・ダム、ストーン・クリーク・ダムやティモシー・レイク・ダムなどが次々と竣工し、下流への流下が遮られた。

## 流路
クラカマス川はカスケード山脈西斜面の、フッド山とジェファーソン山の間に広がるマウント・フッド国有林内に位置するオラリー・ビュートの麓に源を発する。概ね北西に流れた後、西に向きをかえておよそ134キロメートル (83 mi) 流れ下った後、オレゴン・シティとグラッドストーンの境でウィラメット川に合流する。その延長はおよそ1,500メートル (4,900 ft) である。
マリオン郡に源を有するクラカマス川は、合流点から122キロメートル (76 mi) 上流でクラカマス郡に入る以前に、左岸からスクワレル川、右岸からレミティ川が流入する。続く16キロメートル (10 mi) は大部分がビッグ・ボトムと呼ばれる比較的平坦な区間で、左岸からカブ川が、次に右岸からシシ川、続いて左岸からハンター川とファウン川、ロードデンドロン川、ロウ川が合流する。その後右岸からウォール川とピンヘッド川、キャンベル川が流れ込み、次にカンザス川が左岸から、キャビン川とロスト川が右岸から流入する。合流点からおよそ98キロメートル (61 mi) 上流で左岸からグラニット川が流入したあと、川はオースティン・ホット・スプリング・ピクニック場のそばを通過する。そのすぐ下流で右岸からスイッチ川が流れ込んだ後、合流点から92キロメートル (57 mi) 上流の地点で左岸からコラウォッシュ川が合流する。この合流点には左岸側にツー・リバーズ・ピクニック場が、右岸側にリバーフォード・キャンプ場がある。その約1.6キロメートル (1 mi) 下流で右岸からトラウト川が流入し、その対岸にはリバーサイド・キャンプ場が設置されている。

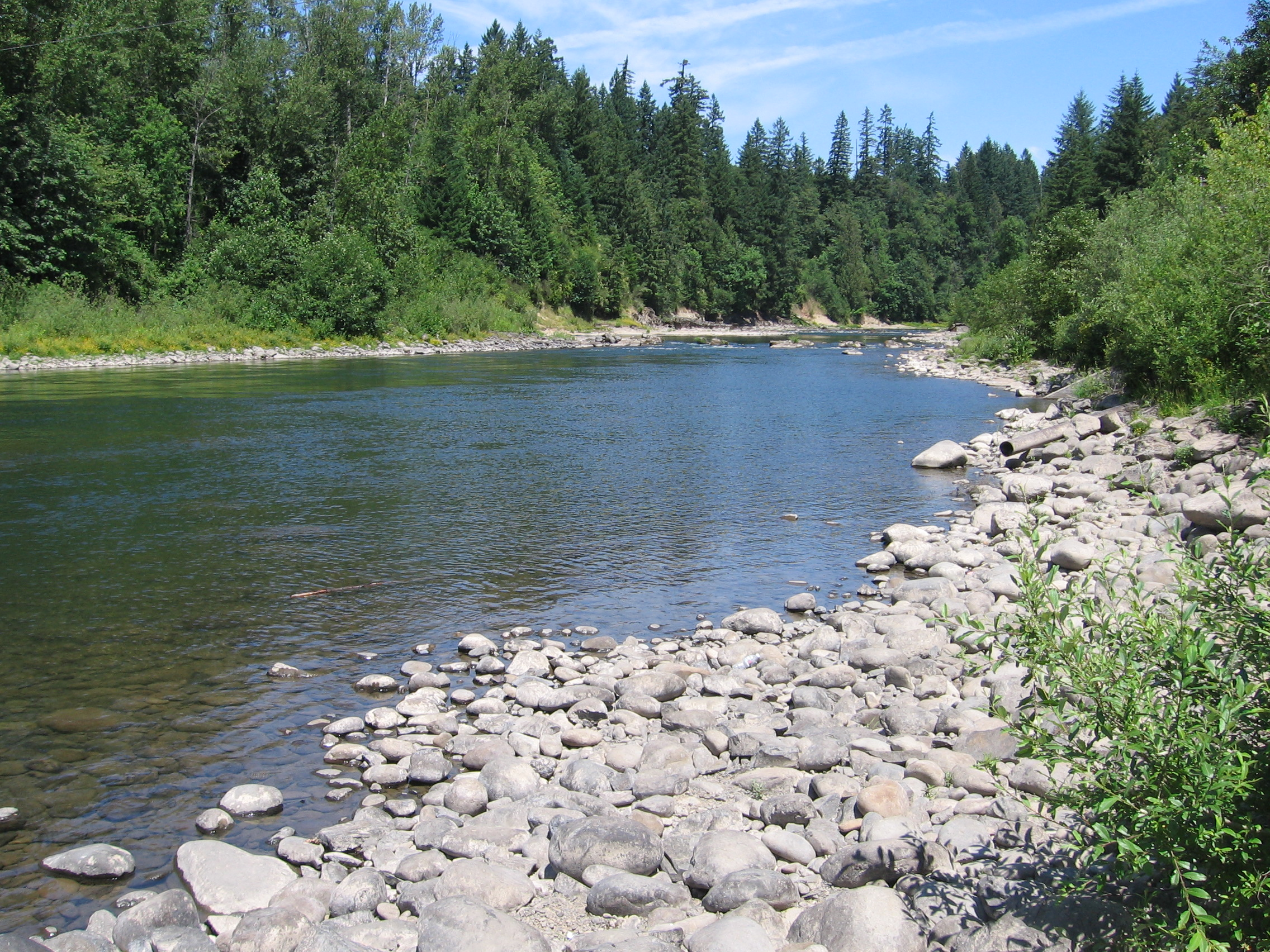
ミロ・マッキーバー州立公園内を流れるクラカマス川

そのすぐ下流で右岸からタグ川が流入し、続いて合流点からおよそ85キロメートル (53 mi) 上流の地点で右岸側からオーク・グローブ・フォーク・クラカマス川が合流する。これ以降、大半の区間においてオレゴン州道224号線が川の右岸側を並走する。続く数キロにわたる区間で川の左岸側からビッグ川とサンドストーン川、およびホウェール川が流入し、その下流の右岸からクリップル川が流れ込む地点で州道224号線と交差するが、すぐ下流にある非法人地域のスリー・リンクスの街で、再び224号線の下を潜る。右岸からスリー・リンクス川とディア川、左岸からキャット川が流入したあと、合流点から約74キロメートル (46 mi) 上流の右岸側からディナー川が流れ込む地点より「ザ・ナロウズ（The Narrows）」と呼ばれる急流が始まる。すぐに左岸からパップ川が流入し、その対岸にサンストリップ・キャンプ場が設けられている。
合流点から約71キロメートル (44 mi) 上流の地点で右岸側からローリング川が合流するが、そのすぐ近くの右岸側にローリング・リバー・キャンプ場がある。そこからわずかに下った地点で右岸側からマーフィー川が流れ込み、続く合流点からおよそ68キロメートル (42 mi) の地点で左岸からフィッシュ川が流入する。

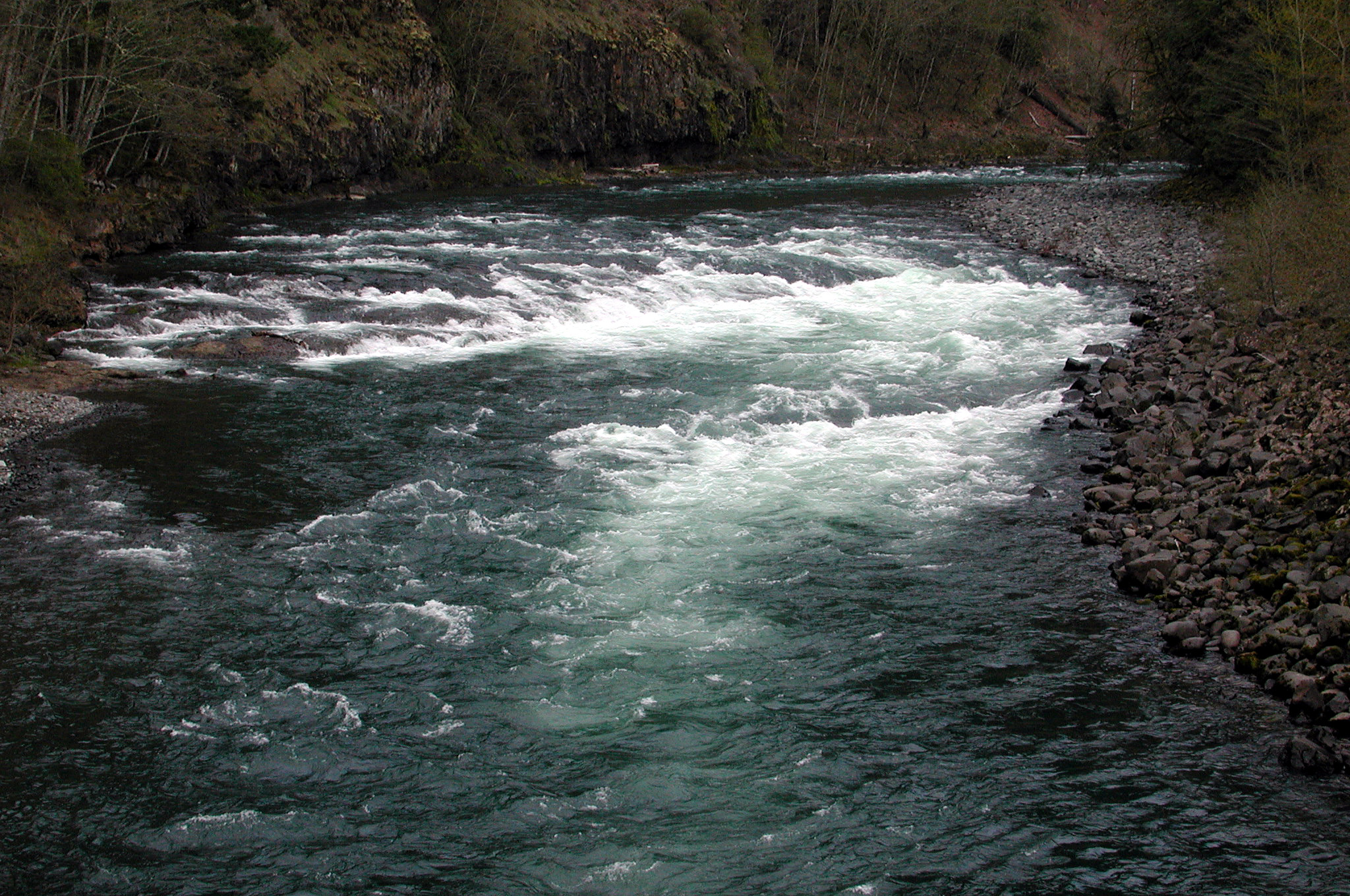
オレゴン州道224号線のカーター橋から望むクラカマス川の白く泡立つ急流の眺め

続く数キロにわたって川はフィッシュ・クリーク・キャンプ場とアームストロング・キャンプ場のそばを流れ、続いて224号線の下をくぐり抜ける。続いてロッカビー・キャンプ場とカーター・ブリッジ・キャップ場の横を通って、州道との4度目かつ最後の交差を終える。カーター橋を過ぎて合流点から約64キロメートル (40 mi) 上流で左岸からヘリオン川が流入し、ビッグ・エディ・キャンプ場の横を通り過ぎた後、右岸からムーア川が流れ込み、そしてレイジー・ベンド・キャンプ場のそばを通過する。合流点から概ね56キロメートル (35 mi) 上流の地点で、左岸からサウス・フォーク・クラカマス川が合流するが、その対岸にそそり立つ岩壁は「ビッグ・クリフ（Big Cliff）」と呼ばれている。そこからおよそ3.2キロメートル (2 mi)下流で、川はノース・フォーク貯水池に流れ込み、そのすぐ後に右岸からノース・フォーク・クラカマス川が合流する。合流点からおよそ45キロメートル (28 mi)上流にあるファラデー・ダムを通り抜け、その約3.2キロメートル (2 mi)下流で左岸側にあるファラデー湖の横を流れ下る。
そのすぐ後に、右岸側からリングルバック川が流入し、続いてエスタカーダでオレゴン州道211号線と交差し、左岸側からデュボア川が流れ込んだ後、川は"リバー・ミル・ダム"を通過する。合流点からおよそ32キロメートル (20 mi) 上流の地点からは、概ね 6.4キロメートル (4 mi) に渡って川の南側に設けられたミロ・マッキーバー州立公園の横を流下する。
川は続いて右岸側に広がるボニー・ルア州立レクリエーション地域の傍を通り、合流点からおよそ27キロメートル (17 mi) 上流で右岸側からイーグル川が流入する。右岸からグース川が流れ込んだ後、ボニー・ルアからおよそ5キロメートル (3 mi)下流にあるバートン郡立公園の南側を通り抜ける。ディープ川が右岸から、フォスター川が左岸から流入し、そしてリチャードソン川が右岸から合流した後で、クラカマス川は合流点から約13キロメートル (8 mi) 上流に位置するカーヴァーにたどり着く。ここで左岸側からクリア川が流入した後、ロック川が右岸から、ジョンソン川（ジョンソン川とは異なる）が左岸から流れ込み、続いて南側のオレゴンシティと北側のグラッドストーンとの間で州間高速道路205号線とオレゴン州道99E号線（マクローリン通り）の下をくぐり抜ける。川の最後の区間はクラカメッテ公園を左に望みながら進み、コロンビア川との合流点からおよそ40キロメートル (25 mi) 上流で、ウィラメット川と合流する。

## 歴史

### 初期の入植地

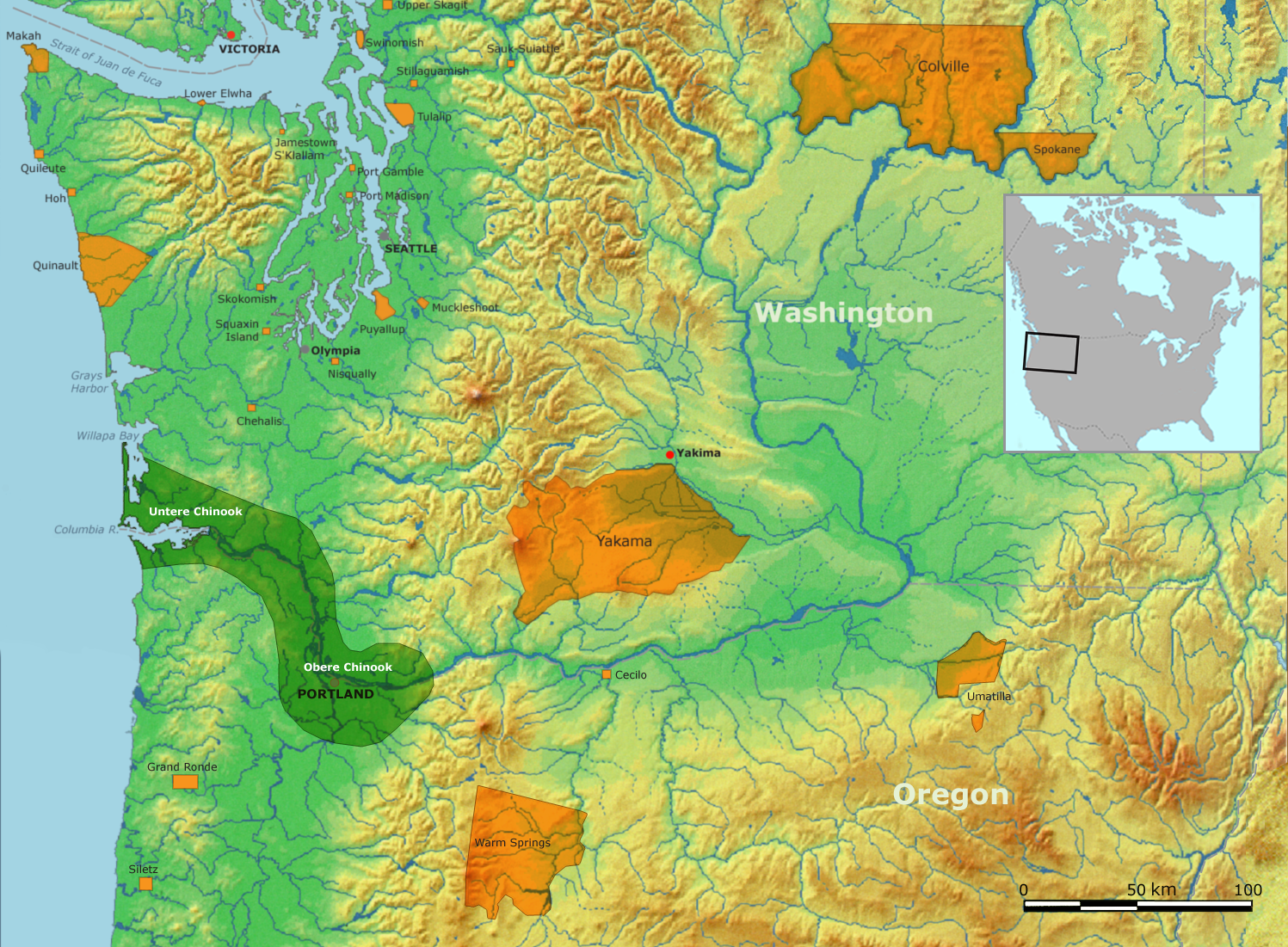
ヨーロッパ人到来以前のコロンビア川下流域におけるチヌーク族の居住域（緑色で着色された領域）。クラカマス川の流域も含まれる

西暦1800年より以前、流域のほとんどは針葉樹林に覆われ、川の流れにはサケやニジマスなどの魚影が色濃く存在していた。アメリカ先住民は1万年以上前からクラカマス川流域で狩猟や釣魚、採集活動を行っていた。彼らはおよそ3千年から2千年前にはクラカマス川下流の氾濫原に定住地を構えていたと考えられている。コロンビア川のセリロ滝から太平洋にかけての流域に定住していたチヌーク語族に属する言語を話していた先住民のうち、この地を郷土としていたのがクラカマス族であった。クラカマス族の活動領域はカスケード山脈の山麓に至り、また後にオレゴン・シティが築かれるウィラメット滝からコロンビア川との合流点にまで及ぶウィラメット川の下流域に広がっていた。
ルイス・クラーク探検隊がこの地を訪れた1806年時点で、クラカマス族の人口は約1,800人で、11か所に集落を構えていた。大規模な集落が滝のそばとクラカマス川の合流点にあり、エスタカーダやイーグル・クリーク付近にも居住地があった。彼らは冬季を集落で過ごし、それ以外の季節には広範囲に張り巡らされたトレイル網を移動し季節に応じたキャンプ地で生活していた。天然痘やマラリア、麻疹の流行により、1851年までに部族の人口は88人にまで激減し、1855年に彼らは先祖伝来の土地を明け渡した。部族の生残者はウォーム・スプリングス・インディアン居留地への移動を強要された後も、1930年代まで釣魚やベリー摘みのために流域内の移動を繰り返していた。

## 流域
クラカマス川の流域面積は2,400平方キロメートル (940 sq mi)で、16の支流域からなっている。流域の上流部は森林局の管理する起伏に富んだマウント・フッド国有林が広がるが、下流部の大半が私有地で農業に利用されており、人口密度も高い。
国有林と下流域の間には、民間の木材会社が所有する地所が点在し、土地管理局の所轄する公有地も存在する。流域面積の概ね72パーセントが公有で、25パーセントが私有地、残る3パーセントはアメリカ先住民が権利を有している。1995年における流域人口は63,702人である。
クラカマス川から取水される飲用水は、20万人以上の人口に供給されている。エスタカーダ市やクラカマス川水道局、オーク・ロッジ給水区およびサンライズ水道局、サウス・フォーク水道局、そしてレイク・オスウィーゴ市が、クラカマス川から取水している。
クラカマス川に係る20を超える利害関係者がクラカマス川流域協議会を組織し、流域住民の生活の質の向上を図りながら豊かな自然を守り次世代に伝えていくために、関係者間のパートナーシップを促進し、水質保全や自然環境の保護活動を行っている。協議会には農業や教育、野生動物保護、水力発電、レクリエーション、林業、アメリカ先住民、政府部局などの関係者が参与している。
流域はコロンビア盆地で冬季のギンザケの遡上地として最後に残された要所で、通常はノース・フォーク貯水池より上流の本川で産卵を行っている。また、ウィラメット川流域に二か所残存するキングサーモンの春季における遡上地の一つであり、冬季に遡上するニジマスやノドキリマス、ヤツメウナギの個体群を支えている。

## 国定野生景勝河川
クラカマス川のビッグ・スプリングスからビッグ・クリフまでの区間76キロメートル (47 mi) は、国定野生景勝河川として連邦政府に保護されている。このうち32キロメートル (20 mi) が「景勝地域」、43キロメートル (27 mi) が「レクリエーション地域」に指定されている。当該区間には「地域もしくは国家にとって重要」と規定されている「極めて注目すべき」リソースとして5項目が挙げられている。
その5つとは、ポートランド都市圏の至近でラフティングなどレクリエーション活動が可能であること、冬季後半のギンザケや春季のキングサーモン、冬季のニジマスといった遡河性魚類の生息地、絶滅危惧種に指定されているハクトウワシおよびニシアメリカフクロウの生息地、こちらも絶滅が危惧されているハヤブサの潜在的生息地、川岸に沿って広がるベイマツの原生林、そして歴史的重要性である。
支流のローリング川もその21.7キロメートル (13.5 mi) に及ぶ延長全体が「野生景勝河川」として、周辺はローリング川原生地域として指定されている。延長6.8キロメートル (4.2 mi) のサウス・フォーク・クラカマス川も同様で、沿川は2009年にクラカマス原生地域として指定された。

## 水質汚染
2008年3月、アメリカ合衆国地質調査所は「オレゴン州クラカマス川下流域における残留農薬の分布　2000年－2005年」と題して報告書を公表し、クラカマス川下流域や支流、および流域で取水された飲用水の浄化前後の残留農薬について明らかにした。

荒天時および非荒天時それぞれの条件下で採取されたサンプルにおいて、合計63種の農薬化合物が検出された。内訳は除草剤が33種、殺虫剤15種、殺菌剤6種、分解生成物が9種である。支流では57種の農薬および分解生成物が検出された（主に荒天時）。一方、クラカマス川本川から取水された源水サンプルからは26種類と少なく、浄水後では15種と最も少なくなっている。

この調査は、特に荒天時で広範囲かつ頻繁に検出されていることを考慮すると、農薬は水生生物や下流域で取水される飲用水の水質に影響を及ぼす可能性があると結論付け、更なる調査を必要とする分野を提示した。